# Jenny Baeseman
Jenny Baeseman és una investigadora polar estatunidenca que estudia els mecanismes de supervivència dels bacteris en ambients freds. Ella és la directora fundadora de l'Association of Polar Early Career Scientists (APECS), directora executiva del Scientific Committee on Antarctic Research (SCAR), i anteriorment va ser el directora executiva del World Climate Research Program (WCRP) Clima i Criosfera.

## Joventut i carrera
Baeseman va créixer a Wisconsin, on va obtenir un B.S. en recursos hídrics i química de la Universitat de Wisconsin-Stevens Point (UWSP). Allà va començar a investigar observant el nitrogen en rierols. Va rebre un M.S. en enginyeria civil de la Universitat de Minnesota i un Ph.D. en enginyeria civil amb èmfasi ambiental de la Universitat de Colorado. Després va completar la investigació postdoctoral en geociències a la Universitat de Princeton.

## Investigació
Baeseman és la directora executiva del Comitè Científic per la Investigació a l'Antàrtida (SCAR). Anteriorment, va ser la directora executiva del World Climate Research Program (WCRP) Clima i Criosfera, i la directora fundadora de l'Association of Polar Early Career Scientists (APECS).
La investigació de Baeseman tracta dels mecanismes de supervivència dels bacteris en entorns freds i possibles aplicacions de la seva bioquímica. Ha publicat en els camps de l'ecologia microbiana, la ciència polar i del clima i l'educació i comunicació de la ciència polar. Ha passat tres estacions d'estiu a McMurdo Dry Valleys de l'Antàrtida i els períodes que viuen a Fairbanks, Alaska i Tromsø (Noruega). També va participar en una expedició a la universitat antàrtica Students On Ice a la península antàrtica.

## Premis
Baeseman és alumne distingida a la Universitat Stevens Point de Wisconsin. Va ser inclosa al Who's Who in Science and Engineering (2007) i al Who's Who in America (2006-2008). El 2006, Baeseman va rebre l'Editor's Excellence in Review Citation de JGR Biogeosciences. Com a estudiant, Baeseman va rebre l'Editor's Excellence in Review Citation de 1996 i 1998, el premi a la recerca de grau Sigma Ksi (ΣΞ) de 1997, i va ser estudiant de l'any de l'AWRA.